# 5673 McAllister
5673 McAllister (1986 RT2) là một tiểu hành tinh vành đai chính được phát hiện ngày 6 tháng 9 năm 1986 bởi E. Bowell ở Flagstaff.